# Alfaroa manningii
Alfaroa manningii là một loài thực vật có hoa trong họ Óc chó. Loài này được J.León mô tả khoa học đầu tiên năm 1953.